# وایتچرچ، بریستول
latitudeوایتچرچ، بریستولlongitudeوایتچرچ، بریستول
وایتچرچ، بریستول (به انگلیسی: Whitchurch, Bristol) یک روستا و بلوک شهری در بریتانیا است که در شهرستان سامرست واقع شده‌است.

## خصوصیات
وایتچرچ ۱۱٬۰۶۱ نفر جمعیت دارد.